# 新潟県道147号西山停車場線
新潟県道147号西山停車場線（にいがたけんどう147ごう にしやまていしゃじょうせん）は、新潟県柏崎市内を通る一般県道である。

## 概要

### 路線データ
- 起点：西山停車場（新潟県柏崎市西山町和田字長詰）
- 終点：新潟県柏崎市西山町西山（新潟県道23号柏崎高浜堀之内線・新潟県道369号黒部柏崎線交点）

## 地理

### 通過する自治体
- 新潟県柏崎市

### 接続する道路
- （起点：柏崎市西山町和田字長詰、西山駅前）
- 新潟県道373号向山西山停車場線（西山駅前（起点） - 柏崎市西山町西山（「西山駅」北方）で重複）
- 新潟県道369号黒部柏崎線（柏崎市西山町西山地内（「西山駅」北方 - 県道23号交点）で重複）
- 新潟県道23号柏崎高浜堀之内線（終点：柏崎市西山町西山）

### 周辺
- JR越後線 西山駅
- 柏崎市立二田小学校
- 第四北越銀行 西山支店
- 西山郵便局
- 京和工業 柏崎工場（クレーン製造業）